# Elías Vega
Jeison Elías Vega Solano (31 januari 1992) is een Costa Ricaans wielrenner. Zijn broer José is ook wielrenner.

## Carrière
Op zijn veertiende werd Vega nationaal kampioen tijdrijden bij de nieuwelingen. Ook de volgende drie jaren stond hij telkens op de hoogste trede op het nationaal kampioenschap tijdrijden in zijn leeftijdscategorie (tweemaal als junior, eenmaal als belofte). Daarnaast werd hij in 2010 tweede op het Pan-Amerikaans kampioenschap tijdrijden voor junioren. In 2012 nam Vega voor het eerst als eliterenner deel aan het nationaal kampioenschap. In de tijdrit werd hij vierde, een dag later bleef enkel Pablo Mudarra hem voor in de wegwedstrijd. Aan het eind van dat jaar stond hij ook voor het eerst aan de start van de Ronde van Costa Rica, waarin hij zevende in het jongerenklassement wist te worden.
In de Ronde van Costa Rica van 2013 wist Vega in vijf van de twaalf etappes bij de beste vijf renners te eindigen, wat hem de tweede plaats in het eindklassement opleverde. Enkel Juan Carlos Rojas wist hem bijna veertien minuten voor te blijven. Een jaar later werd Vega negende, na viermaal bij de beste tien in de etappe te eindigen. In 2015 wist hij in de Ronde van Guatemala bijna zijn eerste UCI-zege te behalen: in de vierde etappe werd hij, ruim anderhalve minuut na winnaar Nervin Jiatz, tweede. In december eindigde hij, na onder meer een goed begin (Vega werd vijfde in de openingsrit), tiende in het eindklassement van de ronde van zijn thuisland.
In 2016 wist Vega de laatste etappe van de Ronde van Guatemala te winnen door een sprintend peloton vier seconden voor te blijven. Anderhalve maand later behaalde hij, in zijn vijfde deelname op rij, zijn eerste etappeoverwinning in de Ronde van Costa Rica: hij won de sprint van een kleine groep renners met daarbij de latere eindwinnaar César Rojas.

## Overwinningen
2008
 Costa Ricaans kampioen tijdrijden, Nieuwelingen
2009
 Costa Ricaans kampioen tijdrijden, Junioren
2010
 Costa Ricaans kampioen tijdrijden, Junioren
2011
 Costa Ricaans kampioen tijdrijden, Beloften
2016
9e etappe Ronde van Guatemala
8e etappe Ronde van Costa Rica